# Litzldorf (Bad Feilnbach)
Litzldorf (zwischen 1860 und 1911 Litzeldorf) ist ein Gemeindeteil von Bad Feilnbach und eine Gemarkung im Landkreis Rosenheim.

## Geographie
Das Pfarrdorf liegt 4 Kilometer östlich von Bad Feilnbach am Litzldorfer Bach. Dieser fällt über einen Wasserfall bei einer Schwefelquelle bei Litzldorf ins Alpenvorland.
Die Gemarkung liegt vollständig im Gemeindegebiet von Bad Feilnbach.

## Geschichte
In Litzldorf (Luzzilindorf = das kleine Dorf) gibt 849 ein „vir nobilis presbiter Erchanpald“ seinen ererbten Besitz an Freising. Dieser Erchanpald wird nochmals 846 erwähnt, denn nach seinem Tod soll ein gewisser Alpuni, falls er Priester wird, seine Pfründe zu Audorf erhalten.
Die Auer Kirche St. Martin  war seit 1498 Pfarrkirche mit den Filialkirchen Lippertskirchen, Feilnbach, Wiechs, Litzldorf und Kleinholzhausen. Die heutige Katholische Pfarrkirche St. Michael in Litzldorf ist ein barocker Saalbau mit Satteldach und Südturm mit Kuppelhaube von Abraham Millauer von 1708.
Die 1818 durch das bayerische Gemeindeedikt gebildete Gemeinde Litzldorf mit den Gemeindeteilen Altofing, Derndorf und Kutterling wurde im Zuge der Gemeindegebietsreform am 1. Mai 1978 nach Bad Feilnbach eingegliedert.

## Bauwerke
Die Denkmalliste nennt für Litzldorf 7 Baudenkmäler, darunter:
- Katholische Pfarrkirche St. Michael
- mehrere Bauernhäuser

Zudem existiert das Bodendenkmal Burgstall Litzldorf.